# Луцій Емілій Лепід Павло (консул 1 року)
Луцій Емілій Лепід Павло (28 рік до н. е. — 14 рік н. е.) — політичний діяч ранньої Римської імперії, консул 1 року н. е.

## Життєпис
Походив з патриціанського роду Еміліїв. Син Павла Емілія Лепіда, консула-суфекта 34 року до н. е., та Корнелії Сципіони. Про молоді роки мало відомостей.
У 1 році н. е. був обраний консулом разом з Гаєм Юлієм Цезарем Віпсаніаном. З 5 року до н. е. став членом колегії арвальських братів. У 6 році н. е. готував заколот проти Октавіана Августа, але був викритий й відправлений у заслання, де й сконав.

## Родина
Дружина — Віпсанія Юлія, онука імператора  Октавіана Августа
Діти:
- Емілія Лепіда.